# Courcelles (Loiret)
Courcelles je francouzská obec v departementu Loiret v regionu Centre-Val de Loire. V roce 2011 zde žilo 289 obyvatel.

## Sousední obce
Batilly-en-Gâtinais, Bouilly-en-Gâtinais, Boynes, Nancray-sur-Rimarde, Yèvre-la-Ville

## Vývoj počtu obyvatel
Počet obyvatel